# كولن والاس
كولن والاس (2 أكتوبر 1953 - ) (بالإنجليزية: Colin Wallace)‏ هو لاعب كريكت نيوزلندي.

## وصلات خارجية
- كولن والاس على موقع إي آس بي آن كريك إنفو (الإنجليزية)